# Гонтаренко Дмитро Сергійович
Дмитро́ Сергі́йович Гонтаре́нко — молодший сержант Збройних сил України.
Відділення під орудою Гонтаренка під час розвідки поблизу Амвросіївки ліквідувало вогневу точку терористів.

## Нагороди
14 листопада 2014 року за особисту мужність і героїзм, виявлені у захисті державного суверенітету та територіальної цілісності України, вірність військовій присязі під час російсько-української війни, відзначений — нагороджений орденом «За мужність» III ступеня.